# Rio Mille
O rio Mille é um curso de água da Etiópia e um afluente do rio Awash. Este rio passa em parte do território de Semien Wollo e de Debub Wollo, na região de Amhara, bem como a a região Daministrativa da zona 4 de Afar.
O explorador L.M. Nesbitt, que percorreu a região em 1928, ficou impressionado com a sua dimensão, e descreveu o Mille como "provavelmente o único verdadeiro rio que une os Awash." 
Este rio nasce no planalto etíope a Oeste de Sulula e em Tehuledere, região administrativa de woreda, correndo primeiro para o norte, em seguida, depois de uma curva correr para leste, até sua confluência com o rio Awash nas coordenadas 11° 25'N 40° 58'E .